# Stormy Kendrick
Stormy Kendrick (ur. 6 stycznia 1991) – amerykańska lekkoatletka specjalizująca się w biegach sprinterskich.
W 2010 sięgnęła po złoty medal w biegu na 200 metrów oraz w sztafecie 4 x 100 metrów podczas mistrzostw świata juniorów. Medalistka mistrzostw NCAA.

## Osiągnięcia
| Rok  | Impreza                     | Miejsce | Pozycja    | Konkurencja        | Wynik |
| ---- | --------------------------- | ------- | ---------- | ------------------ | ----- |
| 2010 | Mistrzostwa świata juniorów | Moncton | 1. miejsce | bieg na 200 m      | 22,99 |
| 2010 | Mistrzostwa świata juniorów | Moncton | 1. miejsce | sztafeta 4 x 100 m | 43,44 |

## Rekordy życiowe
- bieg na 100 metrów – 11,36 (28 maja 2010, Greensboro) / 11,23w (8 kwietnia 2011, Austin)
- bieg na 200 metrów – 22,99 (23 lipca 2010, Moncton) / 22,83w (17 kwietnia 2010, Clemson)